# بروس روفين
بروس روفين (بالإنجليزية: Bruce Ruffin)‏ هو لاعب كرة قاعدة أمريكي، ولد في 4 أكتوبر 1963 في لوبوك في الولايات المتحدة.

## وصلات خارجية
- بروس روفين على موقع دوري كرة القاعدة الرئيسي (الإنجليزية)
- بروس روفين على موقعبيزبول رفرنس.كوم (الدوري الرئيسي) (الإنجليزية)
- بروس روفين على موقعبيزبول رفرنس.كوم (الدوري الثانوي) (الإنجليزية)
- بروس روفين على موقع إي إس بي إن.كوم (أم.أل.بي) (الإنجليزية)
- بروس روفين على موقع مشجعي الرسوم البيانية (الإنجليزية)